# Michael Barber

Bischofswappen von Michael Charles Barber

Michael Charles Barber SJ (* 13. Juli 1954 in Salt Lake City) ist ein US-amerikanischer Geistlicher und Bischof von Oakland.

## Leben
Michael Charles Barber trat 1973 der Ordensgemeinschaft der Jesuiten bei und studierte in Spokane, Toronto und Rom. Am 8. Juni 1985 empfing er in San Francisco die Priesterweihe. Anschließend setzte er seine Studien in Rom und an der Oxford University fort.
1991 wurde er Militärkaplan der United States Navy und stieg bis zum Captain (2012) auf.
Von 2002 bis 2010 lehrte Barber am St. Patrick’s Seminary des Erzbistums San Francisco in Menlo Park, wo er auch Spiritual war. Anschließend war er Spiritual am St. John’s Seminary Erzbistum Boston.
2005 wurde Barber als Ritter in den Ritterorden vom Heiligen Grab zu Jerusalem aufgenommen. 2007 wurde er Konventualkaplan des Malteserordens.
Papst Franziskus ernannte ihn am 3. Mai 2013 zum Bischof von Oakland. Der Erzbischof von San Francisco, Salvatore Joseph Cordileone, spendete ihm am 25. Mai desselben Jahres die Bischofsweihe; Mitkonsekratoren waren Thomas Anthony Daly, Weihbischof in San Jose in California, und Carlos Arthur Sevilla SJ, Altbischof von Yakima.
Im Februar 2019 wurde in Kalifornien eine Gesetzesvorlage eingebracht, die das Verschweigen sexuellen Missbrauchs auch unter Bedingungen des Beichtgeheimnisses unter Strafe stellen soll. Barber kündigte im Juni 2019 an, das Gesetz im Fall der Verabschiedung zu brechen und die angedrohte Freiheitsstrafe in Kauf zu nehmen.

## Auszeichnungen
- Meritorious Service Medal (mit einem goldenen Stern für Mehrfachverleihungen)
- Navy Commendation Medal (mit einem goldenen Stern für Mehrfachverleihungen)
- Navy Achievement Medal